# Apostolischer Nuntius in Chile
Der Apostolische Nuntius in Chile ist der ständige Vertreter des Heiligen Stuhles (also des Papstes als Völkerrechtssubjekt) bei der Regierung der Republik Chile.
Die Nuntiatur besteht seit 1877 und befindet sich in Santiago de Chile.

## Verzeichnis der Nuntien in Chile
- Enrico Sibilia (1908–1914)
- Benedetto Aloisi Masella (1919–1927)
- Ettore Felici (1927–1938)
- Aldo Laghi (1938–1942)
- Mario Zanin (1947–1953)
- Sebastiano Baggio (1953–1959)
- Opilio Rossi (1959–1961)
- Gaetano Alibrandi (1961–1963)
- Egano Righi-Lambertini (1963–1967)
- Carlo Martini (1967–1970)
- Sotero Sanz Villalba (1970–1977)
- Angelo Sodano (1977–1988)
- Giulio Einaudi (1988–1992)
- Piero Biggio (1992–1999)
- Luigi Ventura (1999–2001)
- Aldo Cavalli (2001–2007)
- Giuseppe Pinto (2007–2011)
- Ivo Scapolo (2011–2019)
- Alberto Ortega Martín (seit 2019)